# Ski alpin aux Jeux paralympiques de 2018 - Hommes malvoyants
Navigation
Sotchi 2014 Pékin 2022
Les épreuves de ski alpin aux Jeux paralympiques d'hiver de 2018 se tiennent du 10 au 18 mars 2018 à la station alpine de Jungbong dans le district de Jeongseon (Corée du Sud).
Cinq épreuves sont au programme :
- Descente
- Super G
- Slalom Géant
- Slalom
- Super Combiné

Les athlètes sont divisés en trois catégories selon leur niveau de handicap : B1, B2 et B3.

## Descente[1]
L'épreuve a lieu le 10 mars à 10h47, heure locale.
| Rang | Athlète                                               | Nationalité                    | Catégorie | Temps         | Retard    |
| ---- | ----------------------------------------------------- | ------------------------------ | --------- | ------------- | --------- |
|      | Mac Marcoux Guide : Jack Leitch                       | Canada                         | B3        | 1 min 23 s 93 | -         |
|      | Jakub Krako Guide : Branislav Brozman                 | Slovaquie                      | B2        | 1 min 25 s 35 | + 1 s 42  |
|      | Giacomo Bertagnolli Guide : Fabrizio Casal            | Italie                         | B3        | 1 min 26 s 46 | + 2 s 53  |
| 4    | Jon Santacana Maiztegui Guide : Miguel Galindo Garces | Espagne                        | B2        | 1 min 27 s 40 | + 3 s 47  |
| 5    | Yvan Frantsev Guide : German Agranovskii              | Athlètes paralympiques neutres | B2        | 1 min 30 s 72 | + 6 s 79  |
| 6    | Patrik Hetmer Guide : Miroslav Macala                 | République tchèque             | B2        | 1 min 31 s 21 | + 7 s 28  |
| 7    | Kevin Burton Guide : Brandon Ashby                    | États-Unis                     | B2        | 1 min 31 s 35 | + 7 s 42  |
| 8    | Maciej Krezel Guide : Anna Ogarzynska                 | Pologne                        | B3        | 1 min 38 s 25 | + 14 s 32 |
| 9    | Miroslav Haraus Guide : Maros Hudik                   | Slovaquie                      | B2        | -             | DNF       |
| 10   | Mark Bathum Guide : Cade Yamamoto                     | États-Unis                     | B3        | -             | DNF       |

## Super G[2]
L'épreuve a lieu le 11 mars à 11h02, heure locale.
| Rang | Athlète                                               | Nationalité                    | Catégorie | Temps         | Retard   |
| ---- | ----------------------------------------------------- | ------------------------------ | --------- | ------------- | -------- |
|      | Jakub Krako Guide : Branislav Brozman                 | Slovaquie                      | B2        | 1 min 26 s 11 | -        |
|      | Giacomo Bertagnolli Guide : Fabrizio Casal            | Italie                         | B3        | 1 min 26 s 29 | + 0 s 18 |
|      | Miroslav Haraus Guide : Maros Hudik                   | Slovaquie                      | B2        | 1 min 26 s 66 | + 0 s 55 |
| 4    | Jon Santacana Maiztegui Guide : Miguel Galindo Garces | Espagne                        | B2        | 1 min 29 s 1  | + 2 s 90 |
| 5    | Yvan Frantsev Guide : German Agranovskii              | Athlètes paralympiques neutres | B2        | 1 min 29 s 30 | + 3 s 19 |
| 6    | Valerii Redkozubov Guide : Evgeny Geroev              | Athlètes paralympiques neutres | B2        | 1 min 31 s 26 | + 5 s 15 |
| 7    | Marek Kubacka Guide : Maria Zatovicova                | Slovaquie                      | B1        | 1 min 31 s 97 | + 5 s 86 |
| 8    | Gernot Morgenfurt Guide : Christoph Peter Gmeiner     | Autriche                       | B2        | 1 min 32 s 14 | + 6 s 3  |
| 9    | Kevin Burton Guide : Brandon Ashby                    | États-Unis                     | B2        | 1 min 32 s 42 | + 6 s 31 |
| 10   | Patrik Hetmer Guide : Miroslav Macala                 | République tchèque             | B2        | 1 min 35 s 5  | + 8 s 94 |
| 11   | Mark Bathum Guide : Cade Yamamoto                     | États-Unis                     | B3        | 1 min 35 s 97 | + 9 s 86 |
| 12   | Maciej Krezel Guide : Anna Ogarzynska                 | Pologne                        | B3        | 1 min 38 s 14 | + 12 s 3 |
| 13   | Mac Marcoux Guide : Jack Leitch                       | Canada                         | B3        | -             | DNF      |

## Slalom Géant
L'épreuve a lieu le 14 mars à partir de 10h30 heure locale.

## Slalom
L'épreuve a lieu le 17 mars à partir de 9h30 heure locale.

## Super Combiné[3]
L'épreuve chez les malvoyants a lieu le 13 mars et consiste en une descente de Super G qui débutera à 11h15 heure locale, puis en un Slalom à 16h02 heure locale.
| Rang | Athlète                                               | Nationalité                    | Catégorie | Super G       | Super G | Slalom  | Slalom | Total         | Retard    |
| Rang | Athlète                                               | Nationalité                    | Catégorie | Temps         | Rang    | Temps   | Rang   | Total         | Retard    |
| ---- | ----------------------------------------------------- | ------------------------------ | --------- | ------------- | ------- | ------- | ------ | ------------- | --------- |
|      | Miroslav Haraus Guide : Maros Hudik                   | Slovaquie                      | B2        | 1 min 25 s 02 | 1e      | 49 s 20 | 3e     | 2 min 14 s 22 | -         |
|      | Jon Santacana Maiztegui Guide : Miguel Galindo Garces | Espagne                        | B2        | 1 min 27 s 34 | 3e      | 47 s 79 | 2e     | 2 min 15 s 13 | + 0 s 91  |
|      | Valerii Redkozubov Guide : Evgeny Geroev              | Athlètes paralympiques neutres | B2        | 1 min 29 s 79 | 6e      | 47 s 31 | 1e     | 2 min 17 s 10 | + 2 s 88  |
| 4    | Gernot Morgenfurt Guide : Christoph Peter Gmeiner     | Autriche                       | B2        | 1 min 29 s 64 | 5e      | 50 s 82 | 4e     | 2 min 20 s 46 | + 6 s 24  |
| 5    | Kevin Burton Guide : Brandon Ashby                    | États-Unis                     | B2        | 1 min 31 s 13 | 7e      | 51 s 23 | 5e     | 2 min 22 s 36 | + 8 s 14  |
| 6    | Maciej Krezel Guide : Anna Ogarzynska                 | Pologne                        | B3        | 1 min 34 s 75 | 10e     | 52 s 20 | 6e     | 2 min 26 s 95 | + 12 s 73 |
| 7    | Mark Bathum Guide : Cade Yamamoto                     | États-Unis                     | B3        | 1 min 34 s 64 | 9e      | 53 s 00 | 7e     | 2 min 27 s 64 | + 13 s 42 |
| 8    | Patrik Hetmer Guide : Miroslav Macala                 | République tchèque             | B2        | 1 min 31 s 27 | 8e      | 57 s 44 | 8e     | 2 min 28 s 71 | + 14 s 49 |
| 9    | Yvan Frantsev Guide : German Agranovskii              | Athlètes paralympiques neutres | B2        | 1 min 28 s 84 | 4e      | DNF     | DNF    | DNF           | DNF       |
| 10   | Jakub Krako Guide : Branislav Brozman                 | Slovaquie                      | B2        | 1 min 25 s 79 | 2e      | DSQ     | DSQ    | DSQ           | DSQ       |
| 11   | Giacomo Bertagnolli Guide : Fabrizio Casal            | Italie                         | B3        | DNF           | DNF     | DNF     | DNF    | DNF           | DNF       |
| 12   | Mac Marcoux Guide : Jack Leitch                       | Canada                         | B3        | DNF           | DNF     | DNF     | DNF    | DNF           | DNF       |
| 13   | Marek Kubacka Guide : Maria Zatovicova                | Slovaquie                      | B1        | DNF           | DNF     | DNF     | DNF    | DNF           | DNF       |